# Nick Jonas 2011 Tour
Die Nick Jonas 2011 Tour war die zweite Tournee der US-amerikanischen Soul-Band Nick Jonas & the Administration. Sie fand vom 21. September 2011 bis zum 8. Oktober 2011 statt und umfasste 11 Konzerte.

## Hintergrund und Wissenswertes
Die Tour fand vom 21. September 2011 bis zum 8. Oktober 2011 statt und umfasste insgesamt 11 Shows, welche alle in Südamerika gespielt wurden. Eine der geplanten 12 Shows musste abgesagt werden. Das Album diente, genau wie die Who I Am Tour, der Promotion des ersten Studioalbums der Band, Who I Am.

## Vorgruppe
- Ocean Grove (alle Konzerte)

## Setlist
Die Band sang neben Songs aus ihrem Debütalbum auch gecoverte Lieder. Bei den Medleys mit der Band Ocean Grove waren die Mitglieder von the Administration nicht auf der Bühne.
1. „Last Time Around“
2. „State of Emergency“
3. „Inseparable“ (Jonas-Brothers-Cover)
4. „S.O.S.“ (Jonas-Brothers-Cover)
5. Medley
  1. „Yellow“ (Coldplay-Cover)
  2. „A Little Bit Longer“ (Jonas-Brothers-Cover)
6. „Conspiracy Theory“
7. „Rose Garden“
8. „Gotta Find You“ (Camp-Rock-Cover)
9. „Introducing Me“ (Camp-Rock-2-Cover)
10. „I Saw Her Standing There“ (Beatles-Cover; zusammen mit seinem Bruder Frankie Jonas)
11. Medley
  1. „Just the Way You Are“ (Bruno-Mars-Cover)
  2. „Just in Love“ (Joe-Jonas-Cover)
12. Medley (mit Ocean Grove)
  1. „BB Good“ (Jonas-Brothers-Cover)
  2. „Still in Love with You“ (Jonas-Brothers-Cover)
13. „Collide“
14. „Fly with Me“ (Jonas-Brothers-Cover)
15. „Lovebug“ (Jonas-Brothers-Cover)
16. „Stronger (Back on the Ground)“
17. „Stay“
18. „Who I Am“

1. „Last Time Around“
2. „State of Emergency“
3. „Inseparable“ (Jonas-Brothers-Cover)
4. „S.O.S.“ (Jonas-Brothers-Cover)
5. Medley
  1. „Yellow“ (Coldplay-Cover)
  2. „A Little Bit Longer“ (Jonas-Brothers-Cover)
6. „In the End“
7. „Conspiracy Theory“
8. „Rose Garden“
9. „Gotta Find You“ (Camp-Rock-Cover)
10. „Introducing Me“ (Camp-Rock-2-Cover)
11. „Olive & an Arrow“
12. „I Saw Her Standing There“ (Beatles-Cover)
13. Medley
  1. „Just in Love“ (Joe-Jonas-Cover)
  2. „Just the Way You Are“ (Bruno-Mars-Cover)
14. Medley (mit Ocean Grove)
  1. „Still in Love with You“ (Jonas-Brothers-Cover)
  2. „BB Good“ (Jonas-Brothers-Cover)
15. „Lovebug“ (Jonas-Brothers-Cover)
16. „Stronger (Back on the Ground)“
17. „Stay“
18. „Who I Am“

1. „Last Time Around“
2. „State of Emergency“
3. „Inseparable“ (Jonas-Brothers-Cover)
4. „S.O.S.“ (Jonas-Brothers-Cover)
5. Medley
  1. „A Little Bit Longer“ (Jonas-Brothers-Cover)
  2. „Yellow“ (Coldplay-Cover)
6. „Conspiracy Theory“
7. „Rose Garden“
8. „Gotta Find You“ (Camp-Rock-Cover)
9. „Introducing Me“ (Camp-Rock-2-Cover)
10. „Vesper’s Goodbye“
11. "I Saw Her Standing There (Beatles-Cover)
12. Medley
  1. „Someone like You“ (Adele-Cover)
  2. „Just in Love“ (Joe-Jonas-Cover)
  3. „Just the Way You Are“ (Bruno-Mars-Cover)
13. Medley (mit Ocean Grove)
  1. „Still in Love with You“ (Jonas-Brothers-Cover)
  2. „BB Good“ (Jonas-Brothers-Cover)
14. „Fly with Me“ (Jonas-Brothers-Cover)
15. „Lovebug“ (Jonas-Brothers-Cover)
16. „Stronger (Back on the Ground)“
17. „Stay“
18. „Who I Am“

1. „Last Time Around“
2. „State of Emergency“
3. „Inseparable“ (Jonas-Brothers-Cover)
4. „S.O.S.“ (Jonas-Brothers-Cover)
5. Medley
  1. „A Little Bit Longer“ (Jonas-Brothers-Cover)
  2. „Yellow“ (Coldplay-Cover)
6. „Conspiracy Theory“
7. „Rose Garden“
8. „Happy Birthday“ (Mildred-J.-Hill-Cover; für seinen Bruder Frankie Jonas)
9. „Gotta Find You“ (Camp-Rock-Cover)
10. „Introducing Me“ (Camp-Rock-2-Cover)
11. „With You“
12. „Vesper’s Goodbye“
13. "I Saw Her Standing There (Beatles-Cover)
14. Medley
  1. „Someone like You“ (Adele-Cover)
  2. „Just in Love“ (Joe-Jonas-Cover)
  3. „Just the Way You Are“ (Bruno-Mars-Cover)
15. Medley (mit Ocean Grove)
  1. „Still in Love with You“ (Jonas-Brothers-Cover)
  2. „BB Good“ (Jonas-Brothers-Cover)
16. „Fly with Me“ (Jonas-Brothers-Cover)
17. „Lovebug“ (Jonas-Brothers-Cover)
18. „Stronger (Back on the Ground)“
19. „Stay“
20. „Who I Am“

1. „Last Time Around“
2. „State of Emergency“
3. „Inseparable“ (Jonas-Brothers-Cover)
4. „S.O.S.“ (Jonas-Brothers-Cover)
5. Medley
  1. „A Little Bit Longer“ (Jonas-Brothers-Cover)
  2. „Yellow“ (Coldplay-Cover)
6. „Conspiracy Theory“
7. „Rose Garden“
8. „Gotta Find You“ (Camp-Rock-Cover)
9. „Introducing Me“ (Camp-Rock-2-Cover)
10. „Vesper’s Goodbye“
11. "I Saw Her Standing There (Beatles-Cover)
12. Medley
  1. „Someone like You“ (Adele-Cover)
  2. „Just the Way You Are“ (Bruno-Mars-Cover)
13. Medley (mit Ocean Grove)
  1. „Still in Love with You“ (Jonas-Brothers-Cover)
  2. „BB Good“ (Jonas-Brothers-Cover)
14. „Lovebug“ (Jonas-Brothers-Cover)
15. „Stronger (Back on the Ground)“
16. „Stay“
17. „Who I Am“

1. „Last Time Around“
2. „State of Emergency“
3. „Inseparable“ (Jonas-Brothers-Cover)
4. „S.O.S.“ (Jonas-Brothers-Cover)
5. Medley
  1. „A Little Bit Longer“ (Jonas-Brothers-Cover)
  2. „Yellow“ (Coldplay-Cover)
6. „Conspiracy Theory“
7. „Rose Garden“
8. „Gotta Find You“ (Camp-Rock-Cover)
9. „Introducing Me“ (Camp-Rock-2-Cover)
10. „Vesper’s Goodbye“
11. "I Saw Her Standing There (Beatles-Cover)
12. Medley
  1. „Someone like You“ (Adele-Cover)
  2. „The Edge of Glory“ (Lady-Gaga-Cover)
  3. „Just the Way You Are“ (Bruno-Mars-Cover)
13. Medley (mit Ocean Grove)
  1. „Still in Love with You“ (Jonas-Brothers-Cover)
  2. „BB Good“ (Jonas-Brothers-Cover)
14. „When You Look Me in the Eyes“ (Jonas-Brothers-Cover)
15. „Lovebug“ (Jonas-Brothers-Cover)
16. „Stronger (Back on the Ground)“
17. „Stay“
18. „Who I Am“

1. „Last Time Around“
2. „State of Emergency“
3. „Inseparable“ (Jonas-Brothers-Cover)
4. „S.O.S.“ (Jonas-Brothers-Cover)
5. Medley
  1. „A Little Bit Longer“ (Jonas-Brothers-Cover)
  2. „Yellow“ (Coldplay-Cover)
6. „Conspiracy Theory“
7. „Rose Garden“
8. „Gotta Find You“ (Camp-Rock-Cover)
9. „Introducing Me“ (Camp-Rock-2-Cover)
10. „Vesper’s Goodbye“
11. "I Saw Her Standing There (Beatles-Cover)
12. Medley
  1. „Someone like You“ (Adele-Cover)
  2. „Just in Love“ (Joe-Jonas-Cover)
  3. „Just the Way You Are“ (Bruno-Mars-Cover)
13. Medley (mit Ocean Grove)
  1. „Still in Love with You“ (Jonas-Brothers-Cover)
  2. „BB Good“ (Jonas-Brothers-Cover)
14. „Lovebug“ (Jonas-Brothers-Cover)
15. „Stronger (Back on the Ground)“
16. „Stay“
17. „Who I Am“

1. „Last Time Around“
2. „State of Emergency“
3. „Inseparable“ (Jonas-Brothers-Cover)
4. „S.O.S.“ (Jonas-Brothers-Cover)
5. Medley
  1. „A Little Bit Longer“ (Jonas-Brothers-Cover)
  2. „Yellow“ (Coldplay-Cover)
6. „Conspiracy Theory“
7. „Rose Garden“
8. „Gotta Find You“ (Camp-Rock-Cover)
9. „Introducing Me“ (Camp-Rock-2-Cover)
10. „Vesper’s Goodbye“
11. „In the End“
12. Medley
  1. „Just in Love“ (Joe-Jonas-Cover)
  2. „Just the Way You Are“ (Bruno-Mars-Cover)
13. Medley (mit Ocean Grove)
  1. „Still in Love with You“ (Jonas-Brothers-Cover)
  2. „BB Good“ (Jonas-Brothers-Cover)
14. „Lovebug“ (Jonas-Brothers-Cover)
15. „Stronger (Back on the Ground)“
16. „Stay“
17. „Who I Am“

1. „Last Time Around“
2. „State of Emergency“
3. „Inseparable“ (Jonas-Brothers-Cover)
4. „S.O.S.“ (Jonas-Brothers-Cover)
5. Medley
  1. „A Little Bit Longer“ (Jonas-Brothers-Cover)
  2. „Yellow“ (Coldplay-Cover)
6. „Conspiracy Theory“
7. „Rose Garden“
8. „Bring Him Home“ (Les-Misérables-Cover)
9. „Gotta Find You“ (Camp-Rock-Cover)
10. „Introducing Me“ (Camp-Rock-2-Cover)
11. „Vesper’s Goodbye“
12. "I Saw Her Standing There (Beatles-Cover)
13. Medley
  1. „Teenage Dream“ (Katy-Perry-Cover)
  2. „Someone like You“ (Adele-Cover)
  3. „Just in Love“ (Joe-Jonas-Cover)
  4. „The Edge of Glory“ (Lady-Gaga-Cover)
  5. „Just the Way You Are“ (Bruno-Mars-Cover)
14. Medley (mit Ocean Grove)
  1. „Play My Music“ (Camp-Rock-Cover)
  2. „BB Good“ (Jonas-Brothers-Cover)
  3. „Pushin’ Me Away“ (Jonas-Brothers-Cover)
  4. „Fly with Me“ (Jonas-Brothers-Cover)
  5. „Turn Right“ (Jonas-Brothers-Cover)
  6. „Your Biggest Fan“ (Jonas-L.A.-Cover)
15. „Lovebug“ (Jonas-Brothers-Cover)
16. „Stronger (Back on the Ground)“
17. „Stay“
18. „Who I Am“

1. „Last Time Around“
2. „State of Emergency“
3. „Inseparable“ (Jonas-Brothers-Cover)
4. „S.O.S.“ (Jonas-Brothers-Cover)
5. Medley
  1. „A Little Bit Longer“ (Jonas-Brothers-Cover)
  2. „Yellow“ (Coldplay-Cover)
6. „Conspiracy Theory“
7. „Rose Garden“
8. „Bring Him Home“ (Les-Misérables-Cover)
9. „Gotta Find You“ (Camp-Rock-Cover)
10. „Introducing Me“ (Camp-Rock-2-Cover)
11. „Vesper’s Goodbye“
12. „Bring Him Home“ (Les-Misérables-Cover)
13. "I Saw Her Standing There (Beatles-Cover)
14. Medley
  1. „Just in Love“ (Joe-Jonas-Cover)
  2. „Someone like You“ (Adele-Cover)
  3. „Just the Way You Are“ (Bruno-Mars-Cover)
15. Medley (mit Ocean Grove)
  1. „BB Good“ (Jonas-Brothers-Cover)
  2. „Play My Music“ (Camp-Rock-Cover)
  3. „Paranoid“ (Jonas-Brothers-Cover)
  4. „Poison Ivy“ (Jonas-Brothers-Cover)
  5. „Just Friends“ (Jonas-Brothers-Cover)
  6. „Hollywood“ (Jonas-Brothers-Cover)
  7. „Goodnight and Goodbye“ (Jonas-Brothers-Cover)
  8. „L.A. Baby (Where Dreams Are Made of)“ (Jonas-L.A.-Cover)
16. „Lovebug“ (Jonas-Brothers-Cover)
17. „Stronger (Back on the Ground)“
18. „Stay“
19. „Who I Am“

1. „Last Time Around“
2. „State of Emergency“
3. „Inseparable“ (Jonas-Brothers-Cover)
4. „S.O.S.“ (Jonas-Brothers-Cover)
5. Medley
  1. „A Little Bit Longer“ (Jonas-Brothers-Cover)
  2. „Yellow“ (Coldplay-Cover)
6. „Conspiracy Theory“
7. „Rose Garden“
8. „Bring Him Home“ (Les-Misérables-Cover)
9. „Gotta Find You“ (Camp-Rock-Cover)
10. „Introducing Me“ (Camp-Rock-2-Cover)
11. „Vesper’s Goodbye“
12. "I Saw Her Standing There (Beatles-Cover)
13. Medley
  1. „Someone like You“ (Adele-Cover)
  2. „Just in Love“ (Joe-Jonas-Cover)
  3. „Just the Way You Are“ (Bruno-Mars-Cover)
14. Medley (mit Ocean Grove)
  1. „Time for Me to Fly“ (Jonas-Brothers-Cover)
  2. „Play My Music“ (Camp-Rock-Cover)
  3. „Hello Beautiful“ (Jonas-Brothers-Cover)
  4. „World War III“ (Jonas-Brothers-Cover)
  5. „Just Friends“ (Jonas-Brothers-Cover)
  6. „Much Better“ (Jonas-Brothers-Cover)
  7. „When You Look Me in the Eyes“ (Jonas-Brothers-Cover)
15. „Fly with Me“ (Jonas-Brothers-Cover)
16. „Still in Love with You“ (Jonas-Brothers-Cover)
17. „Lovebug“ (Jonas-Brothers-Cover)
18. „Stronger (Back on the Ground)“
19. „Stay“
20. „Who I Am“

## Konzerte

### Durchgeführte Konzerte
| Datum              | Stadt          | Land        | Veranstaltungsort     |
| ------------------ | -------------- | ----------- | --------------------- |
| Südamerika         |                |             |                       |
| 21. September 2011 | São Paulo      | Brasilien   | Via Funchal           |
| 22. September 2011 | Rio de Janeiro | Brasilien   | Vivo Rio              |
| 23. September 2011 | Belo Horizonte | Brasilien   | Chevrolet Hall        |
| 25. September 2011 | Curitiba       | Brasilien   | Theatro Positivo      |
| 27. September 2011 | Porto Alegre   | Brasilien   | Pepsi On Stage        |
| 29. September 2011 | Asunción       | Paraguay    | Jockey Club Paraguayo |
| 1. Oktober 2011    | Buenos Aires   | Argentinien | Estadio G.E.B.A.      |
| 2. Oktober 2011    | Córdoba        | Argentinien | Orfeo Superdomo       |
| 4. Oktober 2011    | Santiago       | Chile       | Movistar Arena        |
| 6. Oktober 2011    | Montevideo     | Uruguay     | Velódromo Municipal   |
| 8. Oktober 2011    | Caracas        | Venezuela   | Terraza Del CCCT      |

### Abgesagte Konzerte
Am 23. September 2011 bestätigte Nick Jonas auf seiner offiziellen Website die Gerüchte, dass das letzte Konzert am 11. Oktober in San Juan abgesagt werden muss. Als Grund wurde ein neues Projekt genannt, für welches Nick Jonas sich in Los Angeles aufhalten müsse. Dieses beginne am 10. Oktober, einen Tag vor dem Konzert. Außerdem bereite sich Jonas auf seine Rolle im Musical How to Succeed in Business Without Really Trying vor. Für die Show gab es keinen Ersatztermin.
| Datum            | Stadt    | Land        | Veranstaltungsort                           |
| ---------------- | -------- | ----------- | ------------------------------------------- |
| Nordamerika      |          |             |                                             |
| 11. Oktober 2011 | San Juan | Puerto Rico | Coliseo de Puerto Rico, José Miguel Agrelot |